# Abdul Aziz Al-Marzouk
Abdul Aziz Al-Marzouk (in arabo عبد العزيز المرزوق‎?; 16 luglio 1975) è un ex calciatore saudita, di ruolo difensore.

## Carriera

### Club
Ha partecipato al campionato saudita con l'Al-Nassr.

### Nazionale
Con la Nazionale saudita ha preso parte ai Giochi olimpici del 1996 giocando una partita, precisamente quella del 27 luglio contro l'Australia persa per 2-1 e valida per il primo turno.